# Tswana

Distribució de parlants de tswana a Sud-àfrica
0–20%
20–40%
40–60%
60–80%
80–100%

El tswana (el setswana en llengua tswana), és la llengua bantu de l'ètnia del mateix nom. La llengua forma part del grup del sesotho. El tswana és una llengua oficial a Sud-àfrica i la llengua nacional i majoritària de Botswana. El tswana és una llengua minoritària a Zimbàbue i a Namíbia. Els tswana són majoritaris a província sud-africana del Nord-oest. En total hi ha al voltant de 4 milions de tswanòfons, la major part a Sud-àfrica.
L'inventari de fonemes del tswana és ampli, amb diferenciació entre vocals obertes i tancades, sons aspirats i no aspirats i vuit variants del punt d'articulació. L'accent prosòdic és fix a la penúltima síl·laba del mot i presenta dos tons diferents, alt i baix. Els noms s'agrupen en diferents classes semàntiques que tenen correlat en la seva utilització a la frase. Així, hi ha substantius per designar persones, animals domèstics o parents, lèxic quotidià, altres animals, col·lectius, nocions abstractes, noms derivats de verbs o noms que reflecteixen nocions circumstancials.